# Asianidia allagopappi
Asianidia allagopappi är en insektsart som först beskrevs av Lindberg 1954.  Asianidia allagopappi ingår i släktet Asianidia och familjen dvärgstritar. Inga underarter finns listade i Catalogue of Life.